# 廣播通信審議委員會
廣播通信審議委員會（韩语：／，英語：Korea Communications Standards Commission，簡稱KCSC）是韩国的互联网审查机构。
廣播通信審議委員會要求韩国公民在网上发表政治评论時必须输入政府颁发的身份证号码。
廣播通信審議委員會被指偏袒李明博政府。2008年8月3日，當時恰逢韓國發生反美國牛肉進口抗議，廣播通信審議委員會要求互联网门户网站Daum删除对李明博不利的帖子和评论。